# تام کرتچشمار
تام کرتزشمار (انگلیسی: Tom Kretzschmar؛ زادهٔ ۱۹ ژانویهٔ ۱۹۹۹) بازیکن فوتبال اهل آلمان است.
از باشگاه‌هایی که در آن بازی کرده‌است می‌توان به باشگاه فوتبال مونیخ ۱۸۶۰ اشاره کرد.